# Rosalba Bernini
Rosalba Adelaide Clorinda Bernini (1762/3–1829) foi uma pastelista italiana.
Nascida em Parma, Bernini foi a filha de Clemente Bernini e sua esposa Giuditta Olgiati. Ela trabalhou em sua cidade natal por algum tempo, produzindo aquarelas botânicas e redigindo dois volumes da principal obra de seu pai, Ornitologia dell'Europa meridionale, hoje na Biblioteca Palatina. Ela também foi nomeada membro honorário da Academia Clementina. Em 1781, casou-se com um Signor Corci e mudou-se para Milão, onde se sabe que seguiu ativa até pelo menos 1812.
Como pastelista, Bernini produziu principalmente retratos. Ela morreu em Milão.